# Прайнвілл (Орегон)
Прайнвілл (англ. Prineville) — місто (англ. city) в США, в окрузі Крук штату Орегон. Населення — 10 736 осіб (2020).

## Географія
Прайнвілл розташований за координатами 44°18′0″ пн. ш. 120°51′29″ зх. д. / 44.30000° пн. ш. 120.85806° зх. д. (44.300048, -120.858173).  За даними Бюро перепису населення США в 2010 році місто мало площу 28,28 км², уся площа — суходіл. В 2017 році площа становила 29,96 км², уся площа — суходіл.

### Клімат
| Клімат : Прайнвілл      | Клімат : Прайнвілл | Клімат : Прайнвілл | Клімат : Прайнвілл | Клімат : Прайнвілл | Клімат : Прайнвілл | Клімат : Прайнвілл | Клімат : Прайнвілл | Клімат : Прайнвілл | Клімат : Прайнвілл | Клімат : Прайнвілл | Клімат : Прайнвілл | Клімат : Прайнвілл | Клімат : Прайнвілл |
| Показник                | Січ.               | Лют.               | Бер.               | Квіт.              | Трав.              | Черв.              | Лип.               | Серп.              | Вер.               | Жовт.              | Лист.              | Груд.              | Рік                |
| Абсолютний максимум, °C | 24,4               | 23,9               | 28,3               | 33,3               | 37,2               | 38,9               | 41,1               | 41,1               | 41,7               | 33,9               | 27,8               | 24,4               | 41,7               |
| Середній максимум, °C   | 5,8                | 8,7                | 12,3               | 16,6               | 20,7               | 24,6               | 29,9               | 29,4               | 25,1               | 19,0               | 11,3               | 6,5                | 17,5               |
| Середній мінімум, °C    | −6,1               | −4,1               | −3,3               | −1,5               | 1,7                | 4,8                | 6,4                | 5,5                | 2,1                | −1,1               | −3,3               | −5,4               | −0,3               |
| Абсолютний мінімум, °C  | −37,2              | −31,1              | −25,6              | −13,9              | −10,6              | −6,7               | −3,3               | −5                 | −11,1              | −14,4              | −26,1              | −36,7              | −37,2              |
| Норма опадів, мм        | 27                 | 22                 | 18                 | 19                 | 27                 | 26                 | 9                  | 10                 | 12                 | 20                 | 31                 | 30                 | 251                |
| Днів з опадами          | 8                  | 7                  | 7                  | 6                  | 7                  | 5                  | 3                  | 2                  | 4                  | 5                  | 8                  | 8                  | 70,0               |
| ----------------------- | ------------------ | ------------------ | ------------------ | ------------------ | ------------------ | ------------------ | ------------------ | ------------------ | ------------------ | ------------------ | ------------------ | ------------------ | ------------------ |
| Джерело:                |                    |                    |                    |                    |                    |                    |                    |                    |                    |                    |                    |                    |                    |

## Демографія
Згідно з переписом 2010 року, у місті мешкали 9253 особи в 3692 домогосподарствах у складі 2407 родин. Густота населення становила 327 осіб/км².  Було 4181 помешкання (148/км²).
Расовий склад населення:
| - 90,4 % — білих - 1,5 % — корінних американців - 0,7 % — азіатів - 0,2 % — чорних або афроамериканців - 0,1 % — вихідців з тихоокеанських островів - 4,9 % — осіб інших рас |

До двох чи більше рас належало 2,2 %. Частка іспаномовних становила 10,1 % від усіх жителів.
За віковим діапазоном населення розподілялося таким чином: 25,5 % — особи молодші 18 років, 57,1 % — особи у віці 18—64 років, 17,4 % — особи у віці 65 років та старші. Медіана віку мешканця становила 38,2 року. На 100 осіб жіночої статі у місті припадало 92,7 чоловіків;  на 100 жінок у віці від 18 років та старших — 89,3 чоловіків також старших 18 років.
Середній дохід на одне домашнє господарство  становив 39 915 доларів США (медіана — 30 291), а середній дохід на одну сім'ю — 50 472 долари (медіана — 48 228). Медіана доходів становила 36 176 доларів для чоловіків та 25 106 доларів для жінок. За межею бідності перебувало 28,7 % осіб, у тому числі 38,6 % дітей у віці до 18 років та 16,6 % осіб у віці 65 років та старших.
Цивільне працевлаштоване населення становило 3668 осіб. Основні галузі зайнятості: освіта, охорона здоров'я та соціальна допомога — 21,3 %, роздрібна торгівля — 15,4 %, виробництво — 12,9 %, мистецтво, розваги та відпочинок — 12,5 %.